# Богородице-Тихоновский монастырь (Тюнино)
Задо́нский Богоро́дице-Ти́хоновский монасты́рь — женский монастырь Липецкой епархии Русской православной церкви, расположенный в селе Тюнино Липецкой области.

## Предыстория
В январе 1768 года оставил управление Воронежской епархией епископ Тихон. В 1769 году он переселился на новое место жительства в Задонский Рождество-Богородицкий монастырь. Города Задонска в то время ещё не существовало, на месте этом располагалось небольшое село с наименованием Тешевка. В полутора вёрстах к северу от села и трёхстах саженях от Дона, на высоком берегу, в лесной чаще находился обильный родник. Это место полюбилось Тихону для уединения и молитв. Существует предание, что Тихон сам трудился над благоустройством источника. В 1783 году святителя Тихона не стало, но прежняя слава его и деяния оставались почитаемы даже и в отдалённых местах. Таким местом стал и родник, которого касались руки прославленного Святителя. В это время на покое в упоминаемом монастыре проживал высокопреосвященный Антоний, так же как и Тихон уже оставивший управление Воронежской епархией. При беседах, проводимых Антонием у почитаемого источника, однажды присутствовал соседний помещик Алексей Викулин. На мысль архипастыря, что хорошо бы устроить на месте источника хотя бы часовню, помещик отреагировал тем, что на следующий год, в тот же день, пригласил Антония к освящению построенной церкви. Архипастырь и освятил просторный каменный храм во имя Божией Матери, покровительницы этого источника. Было устроено и несколько колоколов для благовеста. Так весна 1814 года может считаться началом основания будущей Богородице-Тихоновской обители. Описание первого храма: Золочёный резной иконостас со множеством новых икон, пристройка с двумя алтарями. В восточной части храма массивные столбы, подпирают тяжёлый купол, стены храма необычайной прочности и массивности, от чего кажутся несколько мрачными. Церковь вмещает до 200 человек. Северная часть храма отделена столбом и решёткой, предназначена для иночествующих сестёр. Алтарь полукружьем выдаётся на восток. Южная часть лежит углублённо, имеет 9 ступеней в понижении от основного помоста, вмещает в себя и сам источник, (колодец объединяет до трёх родников). Купол храма несколько тёмен и мрачен. Верхние круглые окна тесны. Храм расположен на краю широкого лога, на крепком основании, среди густого леса.

## История основания
Ко времени постройки церкви, в окрестностях уже проживало несколько отшельниц. По приглашению А. Ф. Викулина они поселились вблизи новой церкви на постоянное жительство, построив для себя несколько крытых соломой келий. Выстроенная церковь считалась кладбищенской от города Задонска. Рядом с кельями отшельницы устроили небольшие сады и огороды. Местность окружалась величественным, вековым лесом. Опушка его с северной стороны была несколько расчищена и в 1820 году в 40 саженях от первой церкви, стараниями А. Ф. Викулина, заложена ещё одна церковь, во имя Святого Александра Невского. В эти годы появился и первый признак монастырского устройства, а именно невысокая каменная ограда с западной стороны, а городом, для Богородице-Тихоновской церкви, выделено 43 десятины земли. В 1820 году, скончался основатель общины А. Ф. Викулин, оставив преемником сего, своего сына Владимира Алексеевича Викулина, назначенного почётным ктитором церкви. Изначально преемник не испытывал особого приятия к отшельницам и их общине. По этой причине, возрастающий монастырь претерпел и не мало притеснений. К 1827 году, Богослужение в Богородице-Тихоновской церкви, было весьма стеснено. Сёстры были лишены участия в привычном Богослуженнии и под вопросом стало и само их пребывание в обители. При осмотре церкви в 1827 году В. А. Викулиным, было вынесено решение, опечатать церковь в связи с ветхостью и опасностью для проведения служб. Лишённые храма сёстры вынуждены были собираться для проведения служб, в своих жилых помещениях. В другой, уже построенной к этому времени церкви, Викулиным была устроена богадельня для больных и бедных воинов, богослужения были запрещены и в ней. Тем не менее священник Богородице-Тихоновской церкви, отец Никанор продолжал богослужения на паперти запечатанного храма. В результате такой настойчивости, вскоре церковь вновь была открыта. И всё же гонения на обитель не прекращались. В 1842 году сестёр обители, нелепо обвиняют в намерении поджечь храм. Все сёстры отправлены в полицию, где проводят целый день в допросах. Старшая из сестёр, подвергается физическому оскорблению, (избита по лицу гражданским приставом). Против сестёр составлена бумага, в которой от имени города выражено решение удалить сестёр из Богородице-Тихоновского урочища. Воле такой не суждено было сбыться, но под страхом этого документа община прожила ещё 17 лет. И уже при рассмотрении, по ходатайству сестёр в Воронеж, проведённому Гражданской палатой, решение это оставлено без последствий. Помимо этого сёстры подвергались умеренным гонениям и назначенной к тому времени начальницы, иночествующей родственницы В. А. Викулина. Город Задонск, из выделенных 43 десятин, оставил только 20, а затем и вовсе оставил только право проживать на городской земле. И наконец, новым нестерпимым оскорблением явилась вырубка окружающего леса. Выкорчевали даже корни. Некоторое время обитель выглядела опустошённой и унылой. Службы практически не проводились.
К середине девятнадцатого века положение обители постепенно начало улучшаться. В 1850 году на кафедру Воронежской Епархии поступил Архиепископ Иосиф, который оказывал поддержку и утешение настоятельнице и сёстрам обители. В 1853 году, Богородице-Тихонскую обитель посетила почитательница Святителя Тихона из Петербурга, госпожа Е. Н. Богачёва. Оценив состояние обители и нужды сестёр, она стала хлопотать об утверждении при Богородице-Тихонской церкви, женской общины со всеми присущими правами, кроме пострижения в монашество. По этому ходатайству, община утверждена в 1860 году, (за год до открытия мощей Святителя Тихона), с правом иметь утверждаемую руководительницу, под именем «Настоятельницы». К сожалению, ходатайствующая за обитель Е. Н. Богачёва, скончалась в 1861 году, не успев порадоваться плодам своих трудов. На настоятельство новой общины, была избрана монахиня Воронежского Покровского монастыря, Поликсения. Не пожелавшая покинуть свою прежнюю обитель, Поликсения, просила, отставить, её от назначения в настоятельницы. Выбор пал на монахиню того же монастыря Евсевию. Престарелая, она ненадолго взяла на себя предводительство обителью. Уже 4 февраля 1863 года по донесении о кончине Настоятельницы Евсевии, Архиепископ Воронежский Иосиф посетил Игуменью Воронежского монастыря Смарагду, (в миру В. Н. Бегичева), а 5 февраля, в келье Игуменьи, настоятельно убедил, вызванную монахиню Поликсению, принять на себя должность Настоятельницы Богородице-Тихонской общины. 13 февраля был получен и указ о её назначении, 24 февраля новая Настоятельница в сопровождении трёх сестёр по собственному желанию решивших отправиться с ней, выехала, а в 4 часа утра следующего дня прибыла в город Задонск. Сразу по прибытии и вступлении в должность, Поликсения занялась обустройством и переустройством вверенной обители. Был получен приказ о увеличении церкви каменной пристройкой. Заготовлен материал и 26 июня 1863 года сделана закладка придельной церкви с двумя престолами. Справа во имя Св. Митрофана и Св. Тихона и слева во имя Иоанна Крестителя. Первый освящён 21 июля 1864 года Архимандритом Димитрием, второй 1 мая 1865 года Архиепископом Серафимом. В 1865 году выстроена просфорная и несколько келий под одной крышей. Сёстры постепенно занимали новые кельи, старые свои жилища разбирали и свозили. Обитель стала иметь более стройный вид. В том же году выкуплен и увеличен дом священника. Начато строительство кирпичной ограды. Реставрирован церковный колодец, оправлен в красивый сруб, проложены подземные желоба и вода выведена в большой наружный водоём и закрытые купальни. В 1886 году город Задонск пожертвовал обители 10 десятин земли. Помещик В. А. Викулин перед кончиной возвратил общине корпус с Александро-Невской церковью, пожертвовал каменный дом в Задонске. Корпус вновь переустроен: Обновлена крыша, в нижнем этаже устроена трапезная. Кухня и кельи для сестёр. В верхнем этаже устроена келья для игуменьи. В Александро-Невской церкви устроен ещё алтарь во имя Св. Равноапостольного князя Владимира и Св. Великомученника Пантелеймона, освящён 1 октября 1868 года. Переделан и старый алтарь и вновь освящён 12 ноября того же года. В пожертвованном доме в Задонске. Устроена гостиница для приезжающих богомольцев. Сёстры общины проходили обучение образу житья монастырского общежития. Настоятельница Поликсения 26 октября 1866 года подала прошение об учреждении монастыря в Богородице-Тихонской общине. Для ходатайства в сём, она лично посетила Петербург в 1867 году. Наконец , 21 октября 1867 года, обитель учреждена как нештатный общежительный женский монастырь, (Нештатным называется монастырь, в котором число мантийных монахинь неограниченно). Вскоре, 12 ноября, обитель посетил высокопреосвященный Серафим, провёдший здесь литургию. Во время службы Поликсения была произведена в сан Игуменьи со вручением ей жезла. По прошению Поликсении, 12 стариц представлены к пострижению в мантию и 23 к покрытию рясофором, что и произведено 12 ноября Архимандритом Димитрием, настоятелем Задонского Богородицкого монастыря, с назначением новых имён постриженицам. С тех пор пострижение стало происходить ежегодно и вскоре число сестёр дошло до ста. Продолжались и постройки в монастыре. В 1869 году южный корпус покрыт железом. Заказан и отлит в Воронеже первый колокол в 100 пудов. В 1870 году монастырю пожертвовано местным помещиком 20 десятин земли. Госпожа Викулина пожертвовала ещё 14 десятин. Окончена каменная ограда. Кроме восточной стороны. Ограда имеет пять ворот. Западные главные, под колокольней, тройные (позднее выстроенной), южные, обращённые к городу, восточные, (постоянно запертые) выходят на безлюдную холмистую местность. В северной стороне двое ворот. Выходят к дороге и монастырскому участку в 4,5 десятин. К южной и восточной сторонам ограды, примыкает большой, фруктовый сад. У стен корпусов и келий устроены палисадники с ягодным кустарником и цветами. В северо-восточном углу усадьбы расположился скотный двор. Все постройки размещены правильным четырёхугольником, вдоль ограды обители. В центре святые ворота. В 1873 году обновлены все три иконостаса Богородице-Тихонской церкви и вновь освящены. Малые в сентябре 1873 года, а главный Живоносно-Богородицкий, 4 августа 1874 года. Близ северной стороны этой церкви расположено монастырское кладбище. Между церквами устроен внутренний фруктовый и цветочный сад. Отделана галерея Богородице-Тихоновской церкви великолепным иконостасом. В 1875 году построены погреб, амбар и прочие хоз. постройки. В 1876 году заложена новая колокольня в месте святых ворот. Селением Тюнино для этой цели пожертвовано 6 кв. сажен земли. Колокольня строилась три года. В июне 1877 года шесть инокинь монастыря отправились сёстрами милосердия на поля сражений. Возвратились в 1878 году. 20 июня 1878 года Игуменье пожалован золотой наперсный крест. В этом же году Воронежской помещицей пожертвовано монастырю 40 десятин земли в вечное пользование. Осенью 1879 года окончена колокольня, в четыре этажа , 30 сентября на неё подняты колокола. В 1880 году заказан и отлит самый большой колокол в 300 пудов. Поднят на третий этаж колокольни 12 июля. В 1884 году монастырём на собранные средства куплен ещё участок в 40 десятин. Прилегающий к прежним пожертвованным 33 м десятинам, в 10 верстах от монастыря.

## Занятия сестёр
К концу девятнадцатого века сестёр в обители немногим более ста. Сёстры помимо служения в храмах, (пение и чтение), исполняют пономарские обязанности. Пекут просфоры. Две или три из старших присматривают за колодцем и купальнями. Занимаются шитьём золотом для церкви и на заказ, тканием ковров и вышиванием. Шесть сестёр постоянно занимаются приготовлением пищи. Хлеб пекут поочерёдно. Работают в саду и огороде, занимаются скотным двором. Шесть исполняют служение странноприимное в гостиницах. Две или три продают в монастырской лавке образки, чётки и иные вещицы своей работы. При всём этом, денно-нощное чтение псалтыря, не прекращается никогда. Богослужение проводится в монастыре ежедневно. В 5 часов заутрення, следом всегда литургия. В 16 часов вечерня, весной и летом немедленно, а зимой и осенью через час или два вечернее правило, которое длится час с небольшим. По праздникам бывает две литургии. Накануне праздников всенощная. В установленные дни вокруг монастыря проводятся крестные ходы. В праздник Живоносного Источника Божией Матери в богослужении принимают участие и Задонский Богородицкий монастырь и Задонский городской Успенский собор, перед литургией проводится совместный крестный ход. Совершается водоосвящение на колодце Святителя Тихона. Пение сестёр богородице-Тихоновской обители отличается стройностью и выразительностью. Чтение внятное. Благоговейная тишина, молящихся инокинь, сияющие чистотой и убранством иконы и налои, составляют достойную обстановку этого, посвящённого имени Богоматери места, которое благословил Святитель Тихон.

## После революции
В начале 20 столетия монашеская община состояла из 45 монахинь и 86 послушниц. После революции 1917 года жизнь монастыря поначалу ни в чём не изменилась, а уже в 1919 году у обители конфисковали землю, запасы и инвентарь. В этом же году скончалась настоятельница монастыря монахиня Клавдия. Новой настоятельницей стала монахиня Мелитина. Благодаря стараниям её, монашеская община смогла выжить до 1930 года. В 1930 году представителями власти принято решение о выселении монахинь и конфискации зданий. Сёстры решили добровольно не покидать обитель. 10 февраля 1930 года монахини были арестованы за сопротивление власти и отправлены в ссылку, а настоятельница Мелитина была расстреляна в Елецкой тюрьме.

## В настоящее время
С 1994 года началось возрождение монашеской жизни в монастыре. Заботу, по восстановлению монастыря взяли на себя насельники Задонского Рождество-Богородицкого мужского монастыря. Работы ведутся с 2001 года. За этот период восстановлены почти все монастырские строения. Пятиглавый каменный храм, освящённый в честь Вознесения Господня, это соборный храм монастыря. В нём два придела: правый придел освящён в честь Святителей Николая Чудотворца и Святителя Тихона Задонского, а левый в честь Всех Святых. Слева от храма расположен двухэтажный сестринский корпус, с трапезной и храмом в честь святого благоверного князя Александра Невского, соединён с новопостроенным сестринским корпусом галереей, украшенной цветами. В 2005 году был полностью благоустроен святой источник в честь святителя Тихона Задонского. 1 июля 2006 года в восстановленном храме обители в честь святого благоверного князя Александра Невского во время архиерейской службы был совершён чин полного освящения храма и храмового престола. В настоящее время в монастыре находятся древние местночтимые иконы. Среди них икона Божией Матери «Иверская», местночтимая икона святого великомученика Пантелеимона, написанная на Афоне, и икона Божией Матери «Живоносный Источник» из часовни, которая стояла ранее над святым источником, разрушенным в годы советской власти. Сестринскую общину возглавила монахиня Арсения (Семёнова). Как и прежде, совершаются богослужения, насельницы монастыря трудятся по хозяйству и неустанно молятся Господу, Божией Матери и святителю Тихону Задонскому, прося о милости для всех живущих на земле и о спасении наших душ. Пять раз в неделю в монастыре совершается Божественная литургия, читается о здравии и упокоении неусыпаемая псалтирь. Ежедневно совершаются молебны с чтением акафистов святым. Монастырь оказывает посильную благотворительную помощь продуктами питания и одеждой нуждающимся пенсионерам, инвалидам, освободившимся из мест заключения, больным детям. Ведётся переписка с заключёнными в тюрьмах, (преимущественно с заключёнными женской тюрьмы Орловской области), отсылаются посылки с продуктами питания, одеждой.

## Настоятельницы
- монахиня Евсевия (1861—1863)
- игуменья Поликсения (Кондратьева) (1863—1894)
- игуменья Клавдия (Нарциссова) (1895—1920)
- игуменья Мелитина (Введенская) (1920—1930)
- игуменья Арсения (Семёнова) (с 2002)

## Святыни монастыря
Источник в честь иконы Божией Матери «Живоносный Источник».
Иконы с частицами святых мощей.